# David Livingston (componist)
David Warren "Doc" Livingston (Corbin (Kentucky), 10 januari 1925 – Bowling Green (Kentucky), 18 februari 2017) was een Amerikaans componist, muziekpedagoog, pianist, klarinettist en saxofonist.

## Levensloop
Livingston speelde al op vijftienjarige leeftijd met kleine dansorkestjes in clubs en voor opnames in de omroepmaatschappijen. Al toen arrangeerde hij vele stukken voor deze ensembles. Na de High School deed hij eerst dienst in het Amerikaanse leger en speelde klarinet en saxofoon in de 4th Air Corps Band at March Field in de buurt van Riverside. Hij studeerde aan de Universiteit van West-Kentucky in Bowling Green en behaalde aldaar zijn Bachelor of Science in 1951. Vervolgens studeerde hij aan de Universiteit van Kentucky in Lexington en behaalde zijn Master of Arts in 1952. Zijn studies voltooide hij aan de Ohio State University in Columbus en promoveerde tot Ph.D. (Philosophiæ Doctor) in compositie en muziektheorie in 1971.
Als dirigent van harmonieorkesten werkte hij in Harlan County (1946-1947) en in Lee County (1952-1953). Als dirigent en instructeur was hij bezig in Franklin County (1952-1963) alsook in 1958 aan de Franklin County High School. Na 18 jaren aan openbare scholen te werken veranderde hij zich als docent en later professor aan de Universiteit van West-Kentucky in Bowling Green, waar hij tot zijn pensionering in 1990 bleef. Gedurende zijn verblijf aan deze universiteit was hij van 1965 tot 1969 dirigent van de harmonieorkesten en doceerde in muziektheorie en compositie alsook als instructeur voor houtblaasinstrumenten. In 1965 richtte hij een vrouwelijke jazzband Gemini aan de universiteit op. Met dit ensemble verzorgde hij concertreizen in binnen- en buitenland, onder anderen optredens in Berlijn, in Zweibrücken, in Puerto Rico, in Guantanamo Bay, de Bahama's en in Brits-West-Indië. Tot zijn leerlingen behoorden Brant Karrick en Chris Carmichael.
Als uitstekend pianist en saxofonist was hij met het Billy Vaughn's Hollywood Orchestra op concertreizen buiten de Verenigde Staten, maar hij begeleidde ook bekende jazzmuzikanten zoals Louis Armstrong en Dave Brubeck. 
Als componist schreef hij werken voor verschillende genres, vooral voor harmonieorkest en orkest. Hij schreef drie musicals in samenwerking met de librettist dr. William B. Russell, die in het theater "Capitol Arts" en het "Kentucky Theatre Under The Stars" uitgevoerd werden.
Zijn werken werden uitgevoerd door onder andere de Ohio State University Symphonic Band, de Ohio All-State Band, het Detroit Symphony Orchestra en het Oklahoma City Symphony Orchestra. In 1997 ontving hij - samen met Rosemary Clooney - de Governor's Award for the Arts in Instrumental Music.
Doc Livingstone overleed in 2017 op 92-jarige leeftijd. Hij leed de laatste tien jaar van zijn leven aan Alzheimer.

## Composities

### Werken voor orkest
- 1976 Symfonie nr. 1

### Werken voor harmonieorkest
- 1965 Mirage
- 1965 Prelude and Fugue
- 1966 Pastorale for Winds
- Stand Up and Cheer, voor gemengd koor en harmonieorkest
- Symfonie, voor harmonieorkest
- Three Baroque Miniatures

### Filmmuziek
- 1988 The Legend of the Pope Lick Monster